# Économie (activité humaine)

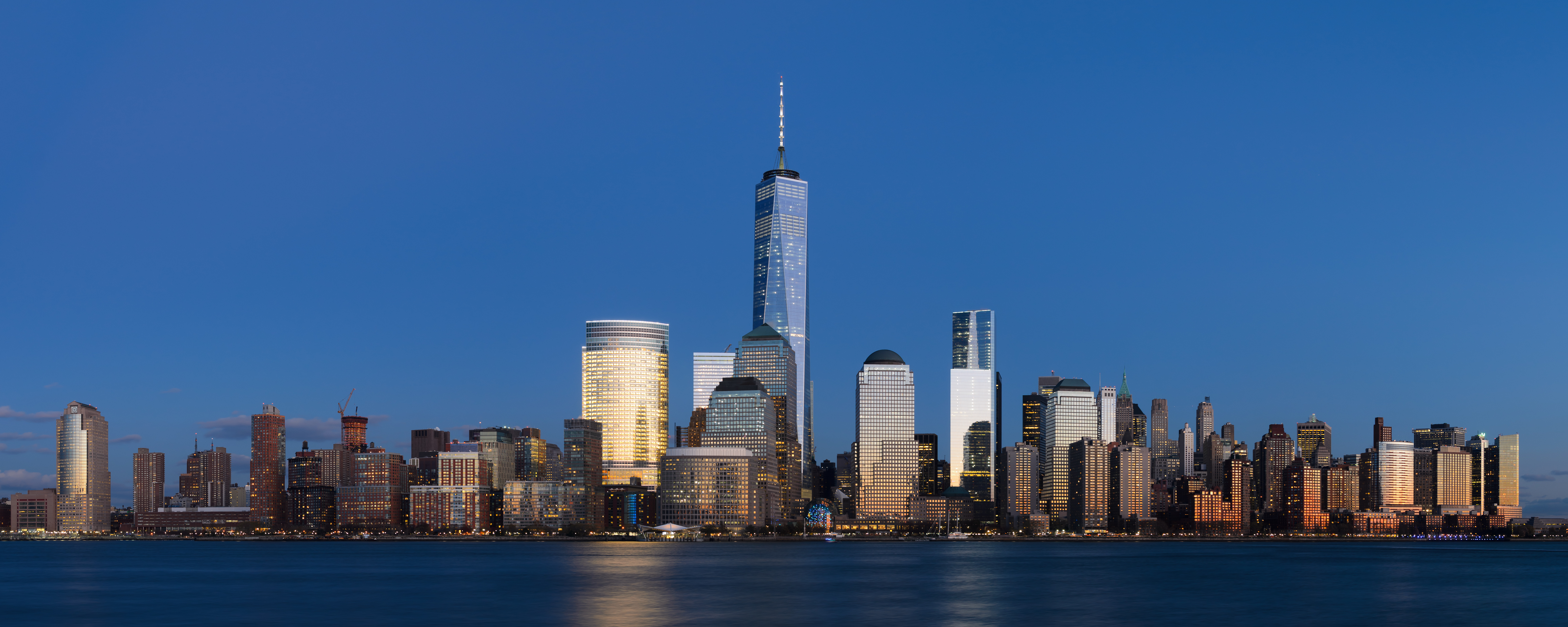
Manhattan, le quartier des affaires de New York. Un espace à l'activité économique florissante.

Pour les articles homonymes, voir économie.
Pour la discipline, voir Économie (discipline)
L'économie (du grec ancien οἰκονομία / oikonomía : « administration d'un foyer », contraction de οἶκος / oikos (« maison ») et de νόμος / nomós (« loi ») est une activité humaine qui consiste en la production, la répartition, l'échange et la consommation de biens et de services.
On distingue différents systèmes d'échange parmi lesquelles l'économie de don, l'économie de marché ou encore l'économie du troc.
Parmi les systèmes économiques, certains comme le  communisme reposent sur la propriété collective des moyens de production. À l'inverse, le capitalisme repose sur la propriété privée des moyens de production. 
Depuis Colin Clark, on distingue également différents secteurs d'activité parmi lesquelles l'agriculture (ou secteur primaire), l'industrie (ou secteur secondaire) et la fourniture de services (secteur tertiaire).
Au sein d'une économie, on distingue également le secteur marchand (dont la production se vend dans un marché), le secteur public ou étatique, l'économie domestique,  l'économie sociale et solidaire ou encore l'économie souterraine dont l'activité échappe au contrôle des institutions étatiques. 
L'économie est étudiée par les sciences économiques mais aussi par d'autres sciences sociales comme la sociologie économique ou l'anthropologie économique.

## Histoire

### Mésopotamie
À partir de la fin du VIe millénaire av. J.-C. les cités-États de Sumer ont développé leurs commerces et leurs économies à partir des marchés de matières premières.
Les Babyloniens et les Cités-États voisines développèrent le premier système économique utilisant une métrique de produits divers, tel que le « shekel », mesure basée sur le poids de l'orge, qui était fixée par un code juridique.
En Mésopotamie, de nombreuses tablettes trouvées notamment à Kanish, en Anatolie, ou à Assur démontrent une intense activité commerciale.

## Secteurs d'activité

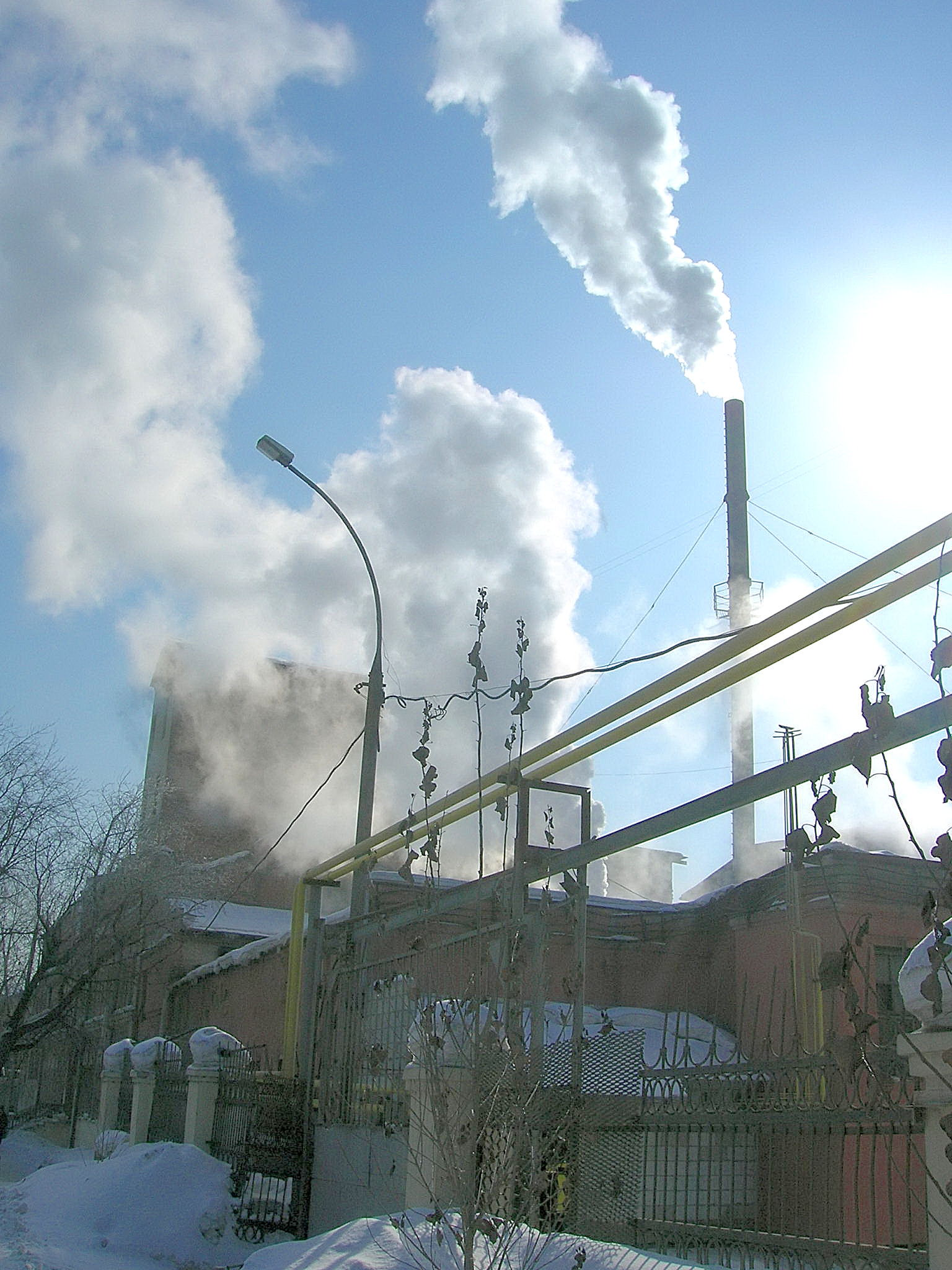
La production industrielle appelle à de possibles économies d'échelle.

Le terme secteur économique regroupe deux définitions :
- celle de multiples domaines d’activité économique, et pour laquelle chaque « secteur économique » regroupe des familles de produits assez proches pour être commercialisés ensemble (par exemple, le « secteur des petits produits électroménagers » le secteur de l'immobilier, de l'énergie ou de l'aviation) ;
- celle de la répartition de l’ensemble de l’activité économique en trois grands secteurs économiques (primaire, secondaire, tertiaire).

En pratique, la production économique, à la suite de l'économiste écossais Colin Clark, peut être répartie entre plusieurs secteurs : 
- le secteur primaire concerne la collecte et l'exploitation directe de ressources naturelles (matériaux, énergie, agriculture, pêche) ;
- le secteur secondaire concerne les industries de transformation (agissant sur les matières premières) ;
- le secteur tertiaire regroupe les industries de services (essentiellement immatériels : assurances, intermédiation, formation, études et recherche, administration, services à la personne, sécurité, nettoyage, etc.).

Cette classification n'est pas rigide, l'agriculture par exemple ayant été à l'origine classée comme faisant partie du secteur secondaire (le cultivateur transforme des graines en produits consommables), par opposition à la chasse et la simple cueillette.
De plus en plus, en outre, certains auteurs parlent d'un quatrième secteur, appelé quaternaire. Il y incluent en général les activités liées à la connaissance, comme la création, la recherche et développement, souvent l'enseignement, et parfois les administrations publiques.

## Acteurs
Les acteurs de l'économie peuvent être individuels : individus, familles ou ménages, entreprises, financières ou non (dont les entreprises individuelles, à la fois ménages et entreprises), les associations,  les agents de l'administration publique et privée, les organismes internationaux, les ensembles de nations… Ils peuvent aussi être collectifs : ensemble de ménages, d'entreprises, d'administrations (dont l'État), nations, groupes de nations. En comptabilité nationale, ces groupes d'acteurs sont appelés secteurs institutionnels.
Il existe six idéaux-types d'agents :
- Les ménages
- Les sociétés financières
- Les sociétés non-financières
- Les institutions sans but lucratif au service des ménages
- Les administrations publiques
- Le reste du monde